# Зовнішня алгебра
Зо́внішня а́лгебра (алгебра Грассмана) — алгебраїчна система, що є узагальненням векторного добутку для лінійних просторів довільної розмірності. Вперше введена Грассманом.
Вводить асоціативну, білінійну та антикомутативну операцію зовнішнього добутку (позначається знаком {\displaystyle \wedge }).

## Визначення
Зовнішня алгебра векторного простору {\displaystyle \ V} над полем {\displaystyle \mathbb {K} }, це асоціативна алгебра над {\displaystyle \mathbb {K} }, для якої виконується:
{\displaystyle u\wedge v=-v\wedge u\quad \forall u,v\in V}
{\displaystyle u\wedge u=0\quad \forall u\in V}
{\displaystyle u\wedge k=k\wedge u,\quad k\in \mathbb {K} .}
Зовнішня алгебра позначається як {\displaystyle \ \bigwedge (V)} і не залежить від вибору базиса.

## Зв'язані визначення
- Для {\displaystyle r={\overline {0,n}}} підпростір {\displaystyle \ \bigwedge ^{r}(V)}, з елементів виду {\displaystyle e_{i_{1}}\wedge ...\wedge e_{i_{r}}}, називається {\displaystyle \ r}-им зовнішнім ступенем простору {\displaystyle \ V}.

- Простір {\displaystyle \ \bigwedge (V)} є прямою сумою підпросторів виду {\displaystyle \ \bigwedge ^{r}(V)}:

{\displaystyle \bigwedge (V)=\bigwedge ^{0}(V)\oplus \bigwedge ^{1}(V)\oplus \bigwedge ^{2}(V)\oplus \cdots \oplus \bigwedge ^{n}(V)}

## Властивості
{\displaystyle \operatorname {dim} \bigwedge ^{r}(V)=C_{n}^{r}}

## Приклади

.

Якщо є декартова площина {\displaystyle {\mathbb {R} }^{2}} з ортонормованим базисом:
{\displaystyle \mathbf {e_{1}} =(1,0),\quad \mathbf {e_{2}} =(0,1).}
Нехай
{\displaystyle \mathbf {v} =a\mathbf {e_{1}} +b\mathbf {e_{2}} ,\quad {\mathbf {w} }=c\mathbf {e_{1}} +d\mathbf {e_{2}} }
Тоді площа паралелограма основаного на векторах {\displaystyle \mathbf {v,w} }:
{\displaystyle A=\left|\det {\begin{bmatrix}{\mathbf {v} }&{\mathbf {w} }\end{bmatrix}}\right|=|v_{1}w_{2}-v_{2}w_{1}|.}
{\displaystyle {\mathbf {v} }\wedge {\mathbf {w} }=(v_{1}{\mathbf {e} }_{1}+v_{2}{\mathbf {e} }_{2})\wedge (w_{1}{\mathbf {e} }_{1}+w_{2}{\mathbf {e} }_{2})=(v_{1}w_{2}-v_{2}w_{1}){\mathbf {e} }_{1}\wedge {\mathbf {e} }_{2}.}
Для двох векторів {\displaystyle \mathbf {a} } і {\displaystyle \mathbf {b} } їх зовнішнім добутком називається антисиметричний тензор з двома індексами:
{\displaystyle (1)\qquad (\mathbf {a} \wedge \mathbf {b} )_{ij}=a_{i}b_{j}-a_{j}b_{i}={\begin{vmatrix}a_{i}&b_{i}\\a_{j}&b_{j}\end{vmatrix}}}
Величина (1) називається також бівектором.
Очевидно, що компоненти цього тензора є сукупністю {\displaystyle 2\times 2} мінорів наступної прямокутної {\displaystyle 2\times n} матриці:
{\displaystyle {\begin{bmatrix}a_{1}&b_{1}\\a_{2}&b_{2}\\\cdots &\cdots \\a_{n}&b_{n}\end{bmatrix}}}
Формулу (1) можна узагальнити на більшу кількість співмножників (результуючий антисиметричний тензор має стільки ж індексів {\displaystyle m}, скільки є співмножників):
{\displaystyle (2)\qquad (\mathbf {a} \wedge \mathbf {b} \wedge \cdots \wedge \mathbf {h} )_{ij\dots p}={\begin{vmatrix}a_{i}&b_{i}&\cdots &h_{i}\\a_{j}&b_{j}&\cdots &h_{j}\\\cdots &\cdots &\cdots &\cdots \\a_{p}&b_{p}&\cdots &h_{p}\end{vmatrix}}}
Назвемо тензор (2) мультивектором.  Компоненти мультивектра є сукупністю {\displaystyle m\times m} мінорів прямокутної {\displaystyle m\times n} матриці:
{\displaystyle {\begin{bmatrix}a_{1}&b_{1}&\cdots &h_{1}\\a_{2}&b_{2}&\cdots &h_{2}\\\cdots &\cdots &\cdots &\cdots \\a_{n}&b_{n}&\cdots &h_{n}\end{bmatrix}}}

## Основні властивості зовнішнього добутку
Із властивостей визначників матриць можна зробити такі висновки: 
Зовнішній добуток змінює знак на протилежний при перестановці будь-яких двох векторних співмножників:
{\displaystyle (3)\qquad \mathbf {b} \wedge \mathbf {a} \wedge \cdots \wedge \mathbf {h} =-(\mathbf {a} \wedge \mathbf {b} \wedge \cdots \wedge \mathbf {h} )}
Зовнішній добуток лінійний окремо за кожним із співмножників:
{\displaystyle (4)\qquad (\alpha \mathbf {a} +\beta \mathbf {x} )\wedge \mathbf {b} \wedge \cdots \wedge \mathbf {h} =\alpha (\mathbf {a} \wedge \mathbf {b} \wedge \cdots \wedge \mathbf {h} )+\beta (\mathbf {x} \wedge \mathbf {b} \wedge \cdots \wedge \mathbf {h} )}
Зовнішній добуток дорівнює нулю, якщо його співмножники лінійно залежні:
{\displaystyle \alpha \mathbf {a} +\beta \mathbf {b} +\cdots +\chi \mathbf {h} =0}
зокрема якщо кількість співмножників більша за розмірність векторного простору {\displaystyle n}, або якщо два будь-які співмножники збігаються:
{\displaystyle (5)\qquad \mathbf {a} \wedge \mathbf {a} \wedge \dots =0}

## Групування множників мультивектора
Розглянемо цю властивість на прикладі тривектора {\displaystyle \mathbf {a} \wedge \mathbf {b} \wedge \mathbf {c} }.  Із перших двох множників складаємо бівектор:
{\displaystyle (6)\qquad {\boldsymbol {\sigma }}=\mathbf {a} \wedge \mathbf {b} }
тоді компоненти тривектора запишуться так:
{\displaystyle (7)\qquad (\mathbf {a} \wedge \mathbf {b} \wedge \mathbf {c} )_{ijk}={\begin{vmatrix}a_{i}&b_{i}&c_{i}\\a_{j}&b_{j}&c_{j}\\a_{k}&b_{k}&c_{k}\end{vmatrix}}=}
{\displaystyle \qquad =(a_{i}b_{j}-a_{j}b_{i})c_{k}+(a_{k}b_{i}-a_{i}b_{k})c_{j}+(a_{j}b_{k}-a_{k}b_{j})c_{i}=\sigma _{ij}c_{k}+\sigma _{ki}c_{j}+\sigma _{jk}c_{i}}
Отже зовнішній добуток бівектора на вектор визначається формулою:
{\displaystyle (8)\qquad {\boldsymbol {\sigma }}\wedge \mathbf {c} =\mathbf {c} \wedge {\boldsymbol {\sigma }}=\sigma _{ij}c_{k}+\sigma _{ki}c_{j}+\sigma _{jk}c_{i}}
Більш загально, розклад визначника по першому рядку дає формулу зовнішнього добутку вектора {\displaystyle a_{i}} на мультивектор {\displaystyle \tau _{i_{1}i_{2}\dots i_{m-1}}}:
{\displaystyle (9)\qquad (\mathbf {a} \wedge {\boldsymbol {\tau }})_{i_{1}i_{2}\dots i_{m}}=a_{i_{1}}\tau _{i_{2}i_{3}\dots i_{m}}-a_{i_{2}}\tau _{i_{1}i_{3}\dots i_{m}}+a_{i_{3}}\tau _{i_{1}i_{3}\dots i_{m}}-\cdots +(-1)^{m-1}a_{i_{m}}\tau _{i_{1}i_{2}\dots i_{m-1}}}
У кожному доданку суми у формулі (9) індекси мультивектора {\displaystyle {\boldsymbol {\tau }}} є вибіркою {\displaystyle m-1} індекса з набору {\displaystyle i_{1},i_{2},\dots i_{m}} (за винятком того індекса, що стоїть біля вектора {\displaystyle \mathbf {a} }).
Якщо число {\displaystyle m} непарне, то внаслідок антисиметрії тензора {\displaystyle {\boldsymbol {\tau }}} формулу (9) можна записати ще так:
{\displaystyle (9a)\qquad (\mathbf {a} \wedge {\boldsymbol {\tau }})_{i_{1}i_{2}\dots i_{m}}=a_{[i_{1}}\tau _{i_{2}i_{3}\dots i_{m}]}}
де квадратними дужками позначено суму по циклічних перестановках індексів {\displaystyle i_{1},i_{2},\dots i_{m}} (порівняйте з формулою (8)).
Також відмітимо зовнішній добуток двох бівекторів (викладки щодо розкриття визначника четвертого порядку пропускаємо):
{\displaystyle (10)\qquad ({\boldsymbol {\sigma }}\wedge {\boldsymbol {\rho }})_{ijkl}=(\sigma _{ij}\rho _{kl}+\sigma _{ki}\rho _{jl}+\sigma _{jk}\rho _{il})+(\rho _{ij}\sigma _{kl}+\rho _{ki}\sigma _{jl}+\rho _{jk}\sigma _{il})}
Взагалі, якщо ми маємо зовнішній добуток {\displaystyle k} мультивекторів {\displaystyle {\boldsymbol {\tau }}_{1},{\boldsymbol {\tau }}_{2}\dots {\boldsymbol {\tau }}_{k}}  рангів {\displaystyle m_{1},m_{2},\dots m_{k}} відповідно, то кількість доданків у формулі, що виражає компоненти зовнішнього добутку через компоненти співмножників, дорівнює:
{\displaystyle (11)\qquad {(m_{1}+m_{2}+\dots +m_{k})! \over {m_{1}!m_{2}!\cdots m_{k}!}}}

## Мультивектор як орієнтованаm{\displaystyle m}-вимірна площадка
Хай ми маємо наступний мультивектор, складений із векторів {\displaystyle \mathbf {x} _{1},\dots \mathbf {x} _{m};\;(m\leq n)}:
{\displaystyle (12)\qquad {\boldsymbol {\tau }}=\mathbf {x} _{1}\wedge \mathbf {x} _{2}\wedge \dots \wedge \mathbf {x} _{m}}
Цей мультивектор ненульовий тільки тоді, коли вектори {\displaystyle \mathbf {x} _{i}} лінійно незалежні, тобто вони визначають {\displaystyle m}-вимірний лінійний підпростір.  Складемо з цих векторів {\displaystyle m} лінійних комбінацій:
{\displaystyle (13)\qquad \mathbf {y} _{i}=\sum _{j=1}^{m}\alpha _{i}^{j}\mathbf {x} _{j},\qquad i={1,2,\dots m}}
і утворимо новий мультивектор із їхнього зовнішнього добутку:
{\displaystyle (14)\qquad {\hat {\boldsymbol {\tau }}}=\mathbf {y} _{1}\wedge \mathbf {y} _{2}\wedge \dots \wedge \mathbf {y} _{m}=\sum _{j_{1},j_{2},\dots j_{m}=1}^{m}\alpha _{1}^{j_{1}}\alpha _{1}^{j_{2}}\cdots \alpha _{m}^{j_{m}}(\mathbf {x} _{j_{1}}\wedge \mathbf {x} _{j_{2}}\wedge \dots \wedge \mathbf {x} _{j_{m}})}
В останній сумі відмінні від нуля лише ті доданки, в яких всі індекси {\displaystyle j_{1},j_{2},\dots j_{m}} різні, тобто є перестановкою чисел {\displaystyle 1,2,\dots m}. Більше того, з точністю до знаку всі зовнішні добутки в правій частині формули (14) рівні величині:
{\displaystyle \qquad \mathbf {x} _{1}\wedge \mathbf {x} _{2}\wedge \dots \wedge \mathbf {x} _{m}}
а знак дорівнює {\displaystyle +1}, коли {\displaystyle j_{1},j_{2},\dots j_{m}} є парною перестановкою чисел {\displaystyle 1,2,\dots m}, і дорівнює {\displaystyle -1} для непарних перестановок.  Тому маємо:
{\displaystyle (15)\qquad {\hat {\boldsymbol {\tau }}}=\mathrm {det} (\alpha )(\mathbf {x} _{1}\wedge \mathbf {x} _{2}\wedge \dots \wedge \mathbf {x} _{m})}
Як бачимо, новий мультивектор {\displaystyle {\hat {\boldsymbol {\tau }}}} пропорційний мультивектору {\displaystyle {\boldsymbol {\tau }}}.  Він буде дорівнювати старому мультивектору, якщо:
{\displaystyle (16)\qquad \mathrm {det} (\alpha _{j}^{i})=1}
Отже компоненти мультивектора {\displaystyle {\boldsymbol {\tau }}} не прив'язані до фіксованого набору векторів, але тільки до орієнтованого {\displaystyle m}-вимірного підпростору, що проведений через ці вектори і скаляра - числа яке є нормою або величною мультивектора.

## Підрахунок кількості параметрів
Довільний антисиметричний тензор {\displaystyle m}-рангу {\displaystyle t_{i_{1}i_{2}\dots i_{m}}} має таку кількість незалежних компонент:
{\displaystyle (17)\qquad N_{t}=C_{n}^{m}={n! \over m!(n-m)!}}
Дійсно, для кожної виборки {\displaystyle m} індексів {\displaystyle i_{1},i_{2},\dots i_{m}} із {\displaystyle n} чисел {\displaystyle 1,2,\dots n} ми можемо розмістити ці індекси в порядку зростання {\displaystyle i_{1}<i_{2}<\cdots <i_{m}}, і приписати довільне значення компоненті тензора {\displaystyle t_{i_{1}i_{2}\dots i_{m}}}.  Значення компоненти тензора з цими ж індексами, але розміщеними в іншому порядку (переставленими індексами) легко обчислюється виходячи з властивості антисиметрії.
Тепер розглянемо мультивектор {\displaystyle {\boldsymbol {\tau }}=\mathbf {x} _{1}\wedge \mathbf {x} _{2}\wedge \dots \wedge \mathbf {x} _{m}} рангу {\displaystyle m}.  Його компоненти обчислюються за формулою (2) через {\displaystyle mn} чисел - координат векторів {\displaystyle \mathbf {x} _{1},\mathbf {x} _{2},\dots \mathbf {x} _{m}}.  Але оскільки ці вектори задаються неоднозначно, але з точністю до лінійної підстановки (13), то від добутку {\displaystyle mn} треба відняти число {\displaystyle m^{2}} - кількість коефіцієнтів матриці переходу {\displaystyle \alpha _{i}^{j}}.  І додати число 1, оскільки коефіцієнти матриці переходу зв'язані одним скалярним рівнянням (16).  Таким чином, мультивектор {\displaystyle {\boldsymbol {\tau }}} залежить від такої кількості параметрів:
{\displaystyle (18)\qquad N_{\tau }=mn-m^{2}+1=m(n-m)+1}
Відмітимо, що результат формул (17) і (18) не зміниться, якщо замінити {\displaystyle m} на {\displaystyle n-m}.  Це наслідок існування дуальних об'єктів для антисиметричного тензора і для мультивектора.
Формули (17) і (18) дають однаковий результат для таких чотирьох значень рангу {\displaystyle m}: скалярів ({\displaystyle m=0}), векторів ({\displaystyle m=1}), псевдовекторів ({\displaystyle m=n-1}) і псевдоскалярів ({\displaystyle m=n}).  Покажемо, що для всіх інших значень {\displaystyle 2\leq m\leq n-2} (звісно при {\displaystyle n\geq 4}) кількість мультивекторів менша за кількість всіх антисиметричних тензорів (тобто існують тензори, що не є орієнтованими площадками).  Для доведення скористаємося відомою комбінаторною рівністю:
{\displaystyle (19)\qquad C_{n}^{k}=C_{n-1}^{k}+C_{n-1}^{k-1}}
Послідовно застосовуючи її, знаходимо для формули (17):
{\displaystyle (20)\qquad N_{t}=C_{n}^{m}=C_{n-1}^{m}+C_{n-2}^{m-1}+\cdots +C_{n-m}^{1}+C_{n-m-1}^{0}=1+\sum _{k=1}^{m}C_{n-m-1+k}^{k}}
Позначимо {\displaystyle p=(n-1)-m>0}, і знаходимо різницю:
{\displaystyle (21)\qquad \Delta N=N_{t}-N_{\tau }=1+\sum _{k=1}^{m}C_{p+k}^{k}-m(n-m)-1=\sum _{k=1}^{m}\left(C_{p+k}^{k}-(n-m)\right)=\sum _{k=1}^{m}\left(C_{p+k}^{k}-C_{p+1}^{1}\right)}
Перший доданок у формулі (21) дорівнює нулю (при {\displaystyle k=1}), але в цій формулі наявні і інші доданки, оскільки {\displaystyle m\geq 2}.  Усі ці інші доданки строго додатні, бо із (19) слідує нерівність:
{\displaystyle (22)\qquad C_{p+k}^{k}=C_{p+k-1}^{k}+C_{p+k-1}^{k-1}>C_{p+k-1}^{k-1}>C_{p+k-2}^{k-2}>\dots >C_{p+1}^{1}}

## Представлення довільного антисиметричного тензора сумою мультивекторів
Нехай ми маємо довільний антисиметричний тензор {\displaystyle t_{i_{1}i_{2}\dots i_{m}}} рангу {\displaystyle m}.
Розглянемо сукупність базисних векторів (індекси в дужках вгорі нумерують ці вектори, і не є координатами):
{\displaystyle (23)\qquad \mathbf {e} ^{(1)}=\{1,0,\dots 0\};\;\mathbf {e} ^{(2)}=\{0,1,\dots 0\};\;\dots \;\mathbf {e} ^{(n)}=\{0,0,\dots 1\}}
або в координатах:
{\displaystyle (23a)\qquad e_{j}^{(i)}=\delta _{j}^{i}\qquad (i,j\in \{1,2,\dots n\})}
З цих векторів утворимо сукупність мультивекторів рангу {\displaystyle m}:
{\displaystyle (24)\qquad \mathbf {E} ^{(i_{1}i_{2}\dots i_{m})}=\mathbf {e} ^{(i_{1})}\wedge \mathbf {e} ^{(i_{2})}\wedge \dots \wedge \mathbf {e} ^{(i_{m})}}
Кожен мультивектор (24) має відмінну від нуля тільки одну (з точністю до перестановок індексів) компоненту:
{\displaystyle (25)\qquad (\mathbf {E} ^{(i_{1}i_{2}\dots i_{m})})_{i_{1}i_{2}\dots i_{m}}=1}
Тому тензор {\displaystyle \mathbf {t} } можна записати у вигляді суми:
{\displaystyle (26)\qquad \mathbf {t} =\sum _{i_{1}<i_{2}<\dots <i_{m}}t_{i_{1}i_{2}\dots i_{m}}\mathbf {E} ^{(i_{1}i_{2}\dots i_{m})}}
Це представлення, разом із лінійністю зовнішнього добутку, дає змогу поширити зовнішній добуток на довільні антисиметричні тензори. Формули (8 - 10) і їм подібні залишаються справедливими і в випадку, коли ми вважаємо {\displaystyle {\boldsymbol {\tau }},{\boldsymbol {\sigma }},{\boldsymbol {\rho }}} довільними антисиметричними тензорами.

## Метричні властивості зовнішнього добутку
Нехай у векторному просторі задано метричний тензор {\displaystyle g_{ij}}.  Ми можемо розглядати довжини векторів і кути між ними, піднімати і опускати індекси тензорів.
Піднесемо до квадрата бівектор {\displaystyle {\boldsymbol {\sigma }}=\mathbf {a} \wedge \mathbf {b} }:
{\displaystyle (27)\qquad \sigma _{ij}\sigma ^{ij}=(a_{i}b_{j}-a_{j}b_{i})(a^{i}b^{j}-a^{j}b^{i})=2(|\mathbf {a} |^{2}|\mathbf {b} |^{2}-(\mathbf {a} \cdot \mathbf {b} )^{2})=}
{\displaystyle =2!{\begin{vmatrix}(\mathbf {a} \cdot \mathbf {a} )&(\mathbf {a} \cdot \mathbf {b} )\\(\mathbf {a} \cdot \mathbf {b} )&(\mathbf {b} \cdot \mathbf {b} )\end{vmatrix}}}
Визначник Грамма двох векторів дорівнює квадрату площі {\displaystyle S=|\mathbf {a} ||\mathbf {b} |\sin \phi } паралелограма, побудованого на цих векторах.  Норма бівектора задається формулою:
{\displaystyle (28)\qquad |\mathbf {a} \wedge \mathbf {b} |=S={\sqrt {\sum _{i<j}\sigma _{ij}\sigma ^{ij}}}}
Відмітимо формулу:
{\displaystyle (29)\qquad |\mathbf {a} \wedge \mathbf {b} |^{2}+(\mathbf {a} \cdot \mathbf {b} )^{2}=(|\mathbf {a} ||\mathbf {b} |)^{2}}
Тепер піднесемо до квадрата тривектор {\displaystyle {\boldsymbol {\tau }}=\mathbf {a} \wedge \mathbf {b} \wedge \mathbf {c} }.
{\displaystyle (30)\qquad \tau _{ijk}\tau ^{ijk}=(a_{i}b_{j}c_{k}+a_{j}b_{k}c_{i}+a_{k}b_{i}c_{j}-a_{i}b_{k}c_{j}-a_{j}b_{i}c_{k}-a_{k}b_{j}c_{i})(a^{i}b^{j}c^{k}+a^{j}b^{k}c^{i}+a^{k}b^{i}c^{j}-a^{i}b^{k}c^{j}-a^{j}b^{i}c^{k}-a^{k}b^{j}c^{i})=}
{\displaystyle \qquad =3!{\begin{vmatrix}(\mathbf {a} \cdot \mathbf {a} )&(\mathbf {b} \cdot \mathbf {a} )&(\mathbf {c} \cdot \mathbf {a} )\\(\mathbf {a} \cdot \mathbf {b} )&(\mathbf {b} \cdot \mathbf {b} )&(\mathbf {c} \cdot \mathbf {b} )\\(\mathbf {a} \cdot \mathbf {c} )&(\mathbf {b} \cdot \mathbf {c} )&(\mathbf {c} \cdot \mathbf {c} )\end{vmatrix}}}
Визначник Грамма трьох векторів дорівнює квадрату об'єму {\displaystyle V} паралелепіпеда, побудованого на цих векторах.  Норма бівектора задається формулою:
{\displaystyle (31)\qquad |\mathbf {a} \wedge \mathbf {b} \wedge \mathbf {c} |=V={\sqrt {\sum _{i<j<k}\tau _{ijk}\tau ^{ijk}}}}
Узагальнення формули (30) на мультивектори більшого рангу очевидне.  Норма зовнішнього добутку {\displaystyle m} векторів дорівнює {\displaystyle m}-мірному об'єму паралелепіпеда, побудованого на цих векторах.
Мультивектор можна уявляти у вигляді орієнтованої {\displaystyle m}-мірної площадки довільної форми, "площа" якої дорівнює об'єму паралелепіпеда побудованого на векторах-множниках мультивектора.

## Згортка мультивектора з вектором
Розглянемо спочатку згортку тривектора {\displaystyle \mathbf {a} \wedge \mathbf {b} \wedge \mathbf {c} } з контраваріантним вектором {\displaystyle v^{p}}.  Результат згортки буде деякий тензор {\displaystyle \sigma _{ij}} другого рангу:
{\displaystyle (31)\qquad \sigma _{ij}=(\mathbf {a} \wedge \mathbf {b} \wedge \mathbf {c} )_{ijk}v^{k}}
Очевидно, що цей тензор антисиметричний. Доведемо, що він є бівектором, тобто знайдуться такі вектори {\displaystyle {\tilde {\mathbf {a} }},{\tilde {\mathbf {b} }}} що {\displaystyle {\boldsymbol {\sigma }}={\tilde {\mathbf {a} }}\wedge {\tilde {\mathbf {b} }}}.  Внаслідок лінійності визначника по останньому рядку маємо:
{\displaystyle (32)\qquad \sigma _{ij}={\begin{vmatrix}a_{i}&b_{i}&c_{i}\\a_{j}&b_{j}&c_{j}\\a_{k}&b_{k}&c_{k}\end{vmatrix}}v^{k}={\begin{vmatrix}a_{i}&b_{i}&c_{i}\\a_{j}&b_{j}&c_{j}\\(\mathbf {a} \cdot \mathbf {v} )&(\mathbf {b} \cdot \mathbf {v} )&(\mathbf {c} \cdot \mathbf {v} )\end{vmatrix}}}
Якщо вектор {\displaystyle \mathbf {v} } ортогональний до тривектора, тобто до кожного з векторів {\displaystyle \mathbf {a} ,\mathbf {b} ,\mathbf {c} }, то останній рядок в матриці формули (32) буде нульовим, і згортка тривектора з вектором буде дорівнювати нулю.
Тепер нехай вектор {\displaystyle \mathbf {v} } буде не ортогональний до одного з векторів тривектора, наприклад {\displaystyle (\mathbf {c} \cdot \mathbf {v} )\neq 0}.  Ми можемо у визначнику в правій частині формули (32) відняти від першого і другого рядків третій рядок з таким коефіцієнтом, щоб перетворити число з третьої колонки в нуль:
{\displaystyle (33)\qquad \sigma _{ij}={\begin{vmatrix}a_{i}-{(\mathbf {a} \cdot \mathbf {v} ) \over (\mathbf {c} \cdot \mathbf {v} )}c_{i}&b_{i}-{(\mathbf {b} \cdot \mathbf {v} ) \over (\mathbf {c} \cdot \mathbf {v} )}c_{i}&0\\a_{j}-{(\mathbf {a} \cdot \mathbf {v} ) \over (\mathbf {c} \cdot \mathbf {v} )}c_{j}&b_{j}-{(\mathbf {b} \cdot \mathbf {v} ) \over (\mathbf {c} \cdot \mathbf {v} )}c_{j}&0\\(\mathbf {a} \cdot \mathbf {v} )&(\mathbf {b} \cdot \mathbf {v} )&(\mathbf {c} \cdot \mathbf {v} )\end{vmatrix}}=}
{\displaystyle \qquad =(\mathbf {c} \cdot \mathbf {v} ){\begin{vmatrix}a_{i}-{(\mathbf {a} \cdot \mathbf {v} ) \over (\mathbf {c} \cdot \mathbf {v} )}c_{i}&b_{i}-{(\mathbf {b} \cdot \mathbf {v} ) \over (\mathbf {c} \cdot \mathbf {v} )}c_{i}\\a_{j}-{(\mathbf {a} \cdot \mathbf {v} ) \over (\mathbf {c} \cdot \mathbf {v} )}c_{j}&b_{j}-{(\mathbf {b} \cdot \mathbf {v} ) \over (\mathbf {c} \cdot \mathbf {v} )}c_{j}\end{vmatrix}}}
Ми можемо внести множник всередину визначника, наприклад помноживши на перший стовпчик. Ми можемо взяти такі два вектора:
{\displaystyle (34)\qquad {\tilde {\mathbf {a} }}=(\mathbf {c} \cdot \mathbf {v} )\mathbf {a} -(\mathbf {a} \cdot \mathbf {v} )\mathbf {c} ,\qquad {\tilde {\mathbf {b} }}=\mathbf {b} -{(\mathbf {b} \cdot \mathbf {v} ) \over (\mathbf {c} \cdot \mathbf {v} )}\mathbf {c} }
через зовнішній добуток яких виражається наш результат згортки тривектора з вектором:
{\displaystyle (35)\qquad {\boldsymbol {\sigma }}={\tilde {\mathbf {a} }}\wedge {\tilde {\mathbf {b} }}}
Аналогічні викладки дають, що згортка будь-якого мультивектора з вектором є мультивектором на одиницю меншого рангу.  

## Внутрішній добуток мультивекторів
Позначимо операцію згортки мультивектора з вектором крапкою, такою самою як і в позначенні скалярного добутку векторів:
{\displaystyle (36)\qquad {\boldsymbol {\sigma }}={\boldsymbol {\tau }}\cdot \mathbf {v} }
{\displaystyle (36a)\qquad ({\boldsymbol {\tau }}\cdot \mathbf {v} )_{i_{1}i_{2}\dots i_{m-1}}=\tau _{i_{1}i_{2}\dots i_{m-1}k}v^{k}}
і назвемо її внутрішнім добутком мультивектора на вектор.
Дослідимо властивості внутрішнього добутку. Якщо вектор {\displaystyle \mathbf {v} } ортогональний до підпростору, в якому лежить мультивектор {\displaystyle {\boldsymbol {\tau }}}, то результатом внутрішнього добутку буде нуль.  В іншому разі (неортогональності) результат є мультивектором {\displaystyle {\boldsymbol {\sigma }}={\boldsymbol {\tau }}\cdot \mathbf {v} }, який повністю лежить у підпросторі мультивектора  {\displaystyle {\boldsymbol {\tau }}} (оскільки кожен з векторів у формулі (34) лежить в  {\displaystyle {\boldsymbol {\tau }}}). Спробуємо ще раз внутрішньо перемножити результат на той самий вектор {\displaystyle \mathbf {v} }:
{\displaystyle (37)\qquad (({\boldsymbol {\tau }}\cdot \mathbf {v} )\cdot \mathbf {v} )_{i_{1}i_{2}\dots i_{m-2}}=\tau _{i_{1}i_{2}\dots i_{m-2}jk}v^{j}v^{k}=0}
Ми одержуємо нуль внаслідок антисиметричності мультивектора по індексах {\displaystyle j,k}.

## Порівняння з векторним добутком векторів у тривимірному просторі
Розглянемо згортку бівектора з вектором:
{\displaystyle (38)\qquad a^{j}(\mathbf {b} \wedge \mathbf {c} )_{ij}=a^{j}(b_{i}c_{j}-b_{j}c_{i})=b_{i}(\mathbf {a} \cdot \mathbf {c} )-c_{i}(\mathbf {a} \cdot \mathbf {b} )}
а також властивість зовнішнього добутку трьох векторів:
{\displaystyle (39)\qquad \mathbf {a} \wedge \mathbf {b} \wedge \mathbf {c} =\mathbf {b} \wedge \mathbf {c} \wedge \mathbf {a} =\mathbf {c} \wedge \mathbf {a} \wedge \mathbf {b} }
Порівняємо з наступними формулами векторного добутку трьохмірних векторів:
{\displaystyle (40)\qquad \mathbf {a} \times (\mathbf {b} \times \mathbf {c} )=\mathbf {b} (\mathbf {a} \cdot \mathbf {c} )-\mathbf {c} (\mathbf {a} \cdot \mathbf {b} )}
{\displaystyle (41)\qquad \mathbf {a} \cdot (\mathbf {b} \times \mathbf {c} )=\mathbf {b} \cdot (\mathbf {c} \times \mathbf {a} )=\mathbf {c} \cdot (\mathbf {a} \times \mathbf {b} )}
Ми бачимо, що формули (40) і (41) аналогічні формулам (38) і (39), але якби переставлені.  Ця переставленість виникає тому, що векторний добуток є дуальним тензором до бівектора:
{\displaystyle (42)\qquad (\mathbf {a} \times \mathbf {b} )^{i}=\epsilon ^{ijk}a_{j}b_{k}=\sum _{j<k}\epsilon ^{ijk}(a_{j}b_{k}-a_{k}b_{j})}
де {\displaystyle \epsilon ^{ijk}} є одиничним антисиметричним тензором тривимірного простору.